# اشغال تبریز در جنگ جهانی اول
اشغال تبریز در جنگ جهانی اول به اشغال و دست به دست شدن شهر تبریز در شمالغرب ایران در جریان جنگ جهانی اول توسط نیروهای عثمانی و روسیه گفته می‌شود.

## وقایع
در تاریخ ۲۸ آذر ۱۲۹۰ خورشیدی، ارتش روسیه تزاری با یورش به تبریز، این شهر را به اشغال خود درآورد.
حدود سه سال بعد، یعنی در ۶ مرداد ۱۲۹۳ (۲۸ ژوئیه ۱۹۱۴) جنگ جهانی اول آغاز شد. ایران سه روز پس از آغاز جنگ بی‌طرفی خود را در این جنگ اعلام کرد. در ۱۱ آبان ۱۲۹۳ خورشیدی (۲ نوامبر ۱۹۱۴) روسیه تزاری علیه امپراتوری عثمانی اعلان جنگ کرد. روسیه در حالی که در زمان آغاز جنگ حدود ۱۰٬۰۰۰ نیرو در خاک ایران داشت، بدون توجه به اعتراض‌های ایران اقدام به گسیل نیروهای بیشتری به ایران کرد به‌طوری که تا اواخر سال ۱۹۱۴ حدود ۷۰٬۰۰۰ نیرویش بخش عظیمی از شمال غربی خاک ایران را تا سرحد مرز عثمانی اشغال کردند.
از ۷ دی تا ۱۱ دی ۱۲۹۳ (۲۹ دسامبر ۱۹۱۴ تا ۲ ژانویه ۱۹۱۵)، امپراتوری عثمانی نیروهایش را وارد خاک ایران کرد و پس از درگیری با نیروهای روس، آن‌ها را عقب راندند. هم‌زمان نبرد ساری‌قمیش درمنطقه قفقاز بین نیروهای روسی و عثمانی در جریان بود. با عقب‌نشینی روس‌ها تا نزدیکی جلفا، شهر تبریز به تصرف عثمانی درآمد.

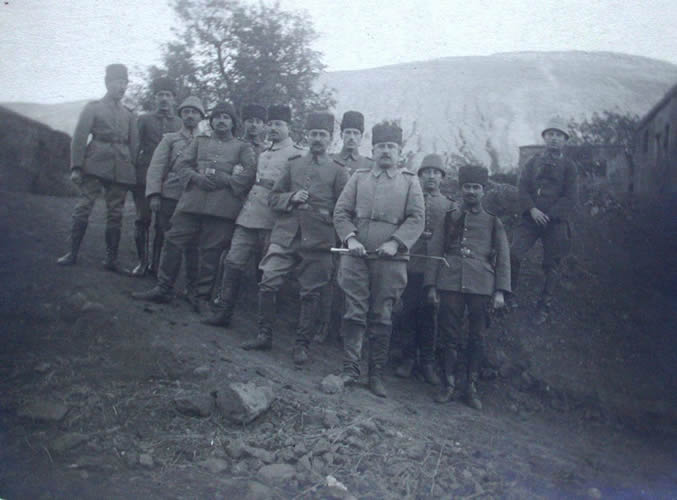
گروهی از سربازان عثمانی در تبریز، ۱۹۱۷.

با ورود نیروهای کمکی از روسیه، این‌بار نیروهای روس دست به حمله علیه نیروهای عثمانی زدند و پس از شکست عثمانی‌ها در جنوب جلفا، در ۹ بهمن (۱۵ ژانویه) کنترل تبریز را به دست گرفتند. نیروهای روسی با پیشروی به سمت غرب رضاییه را در بهار تصرف کردند و تا دریاچه وان در داخل خاک عثمانی پیشروی کردند. هم‌زمان نیروهای روسی وارد مرکز ایران شدند و از قزوین به کرج و تهران آمدند.
با وقوع انقلاب ۱۹۱۷ در روسیه، سازمان نیروهای این کشور از بین رفت و قدرت در روسیه به دست بلشویک‌ها افتاد. در نتیجه نیروهای روسیه از ۱۷ تیر ۱۲۹۶ (۸ ژوئن) شروع به عقب‌نشینی از ایران کردند. تا این زمان عوامل دولت مرکزی ایران و ولیعهد در پست خود باقی مانده‌بودند. در زمان خروج روس‌ها از تبریز در ۹ اسفند ۱۲۹۶، قدرت واقعی به کمیته محلی حزب دموکرات و رئیس آن اسماعیل نوبری سپرده شد. با این حال به علت خلا قدرت به وجود آمده در اثر عقب نشینی روس‌ها، عثمانی‌ها به سرعت مناطق تخلیه شده توسط روس‌ها را به اشغال خود درآوردند و در ۲۷ خرداد ۱۲۹۷ وارد تبریز شدند. : ۴۹۶ 
یعقوب شوقی پاشا از فرماندهان ارتش عثمانی که پنج لشکر را تحت امر خود داشت، دستور حمله به ایران و تصرف تبریز را دریافت کرد. وی تا پایان ژوئن (خرداد/تیر) دو لشکر خود را به دلیل نیاز عثمانی به جبهه‌های دیگری فرستاد. لشکر پیاده‌نظام دوازدهم با حرکت به سمت جنوب، دیلمقان را در ۲۸ خرداد (۱۸ ژوئن) تصرف کرد. این لشکر با پیشروی بیشتر تا ۵ مرداد (۲۷ ژوئیه) رومیات را اشغال کرد. در شمال با دو لشکر، ایروان را پشت سر گذاشتند و به نخجوان حمله کردند و در نهایت در ۲۸ تیر ۱۲۹۷ (۱۸ ژوئیه ۱۹۱۸) موفق به تسخیر ایروان شدند. این نیروها با ادامه مسیر به سمت جنوب، در ۳۱ مرداد ۱۲۹۷ (۲۳ اوت ۱۹۱۸) شهر تبریز را نیز اشغال کردند. عثمانی‌ها تا پایان جنگ جهانی اول که منجر به فروپاشی امپراتوری عثمانی شد، این نواحی را در اشغال خود نگه‌داشتند.

## یادکرد منابع
1. ↑  آذرنگ.
2. ↑  آذرنگ.
3. ↑  آذرنگ.
4. ↑  Carlisle.
5. ↑  آذرنگ.
6. ↑  عباسی.
7. ↑  Carlisle.
8. ↑  آذرنگ.
9. ↑  Carlisle.
10. ↑  عباسی.
11. ↑  عباسی.
12. ↑  عباسی.
13. ↑  Carlisle.
14. ↑  Clifford Edmund Bosworth (1 January 2007). Historic Cities of the Islamic World. BRILL. ISBN 90-04-15388-8.
15. ↑  Erickson.
16. ↑  Hogg.
17. ↑  مدنی.